# Comté de Douglas (Colorado)
Pour les articles homonymes, voir Comté de Douglas.
Le comté de Douglas est un comté de l'État du Colorado. Son siège est Castle Rock. Il doit son nom au sénateur Stephen A. Douglas. Il fait partie de la zone métropolitaine Denver-Aurora.
Situé entre Denver et Colorado Springs, le comté est un bastion républicain, rassemblant des électeurs aisés et conservateurs.
Outre Castle Rock, les municipalités du comté sont Aurora (en partie), Castle Pines, Larkspur, Littleton (en partie), Lone Tree, Parker et Sedalia.

## Démographie
| 1870  | 1880  | 1890  | 1900  | 1910  | 1920  |
| ----- | ----- | ----- | ----- | ----- | ----- |
| 1 388 | 2 486 | 3 006 | 3 120 | 3 192 | 3 517 |

| 1930  | 1940  | 1950  | 1960  | 1970  | 1980   |
| ----- | ----- | ----- | ----- | ----- | ------ |
| 3 498 | 3 496 | 3 507 | 4 816 | 8 407 | 25 153 |

| 1990   | 2000    | 2010    | - | - | - |
| ------ | ------- | ------- | - | - | - |
| 60 391 | 175 766 | 285 465 | - | - | - |